# Repatriación de polacos de 1955 a 1959
La repatriación de la población polaca en los años entre 1955 y 1959 (también conocida como la segunda repatriación, para diferenciarla de la primera repatriación en el periodo entre 1944 y 1946) fue la segunda oleada de repatriación forzosa (de facto, deportación) de los polacos que habitaban en los territorios anexados por la Unión Soviética. Fue después de la muerte de Stalin y el inicio de la Desestalinización. Cerca de 250,000 personas fueron repatriadas, incluyendo 25,000 prisioneros políticos de los GULAG. Notables polacos repatriados durante esta época fueron Czesław Niemen, Lew Rywin y Anna Seniuk.